# The Mission
The Mission (в США відома як The Mission UK) — гурт готичного року, створений в 1986 році колишніми учасниками гурту The Sisters of Mercy Вейном Хассі (англ. Wayne Hussey) і Крейгом Адамсом (англ. Craig Adams), які залишили колектив через розбіжності з лідером гурту Ендрю Елдрічем.
Розпочавши свою творчу діяльність з виконання готичного року, поступово The Mission відійшли від канонів цього жанру. Однак The Mission, як і колишній гурт учасників The Sisters of Mercy, не відносили себе до представників готичної сцени.
Через фінансові проблеми гурт кілька разів припиняв свою роботу, поки в 2008 році Вейн Хассі, лідер колективу, не оголосив про остаточний розпуск.

## Історія гурту
Незабаром після заснування гурту до Хассі і Адамса приєднався Мік Браун (англ. Mick Brown) (з Red Lorry Yellow Lorry) і Саймон Хінклер (англ. Simon Hinkler) (раніше учасник Artery і Pulp). За винятком Хассі, склад гурту змінювався кілька разів за час його існування. Тоді як у перші п'ять років The Mission, зарахованих до жанру готичного року, супроводжував комерційний успіх, в 1990-і роки ситуація почала змінюватися. У 1992 році виходить реліз Masque, який спочатку замислювався як сольний альбом Хассі; на відміну від минулих робіт, він містив безліч елементів танцювальної музики, а також електронні програші. Альбом кардинально змінив стилістику гурту і отримав негативні відгуки від шанувальників. Практично одразу після виходу альбому гурт залишив один з його співзасновників Крейг Адамс. У 1993 році вийшов концертний альбом No Snow, No Show for the Eskimo, запис якого був здійснений ще десь наприкінці 1980-х років в часи виходу альбому Children. Рік потому вийшла збірка синглів Sum and Substance. Ці релізи хоч і мали певний успіх серед критиків, але тим не менш не задовольнили випускаючий лейбл Phonogram Records, через що гурт незабаром припинив співпрацю з цією компанією звукозапису.
У 1995 році вже на новому лейблі Equator Records (дочірній лейбл Sony Records) був виданий повноформатний альбом Neverland. Альбом приніс вельми непоганий успіх гурту — він посідає п'яте місце в британському незалежному хіт-параді. Влітку 1996 року вийшов альбом Blue, після чого The Mission офіційно повідомили про розпад і призупинення діяльності. На честь цього гурт здійснив турне Європою і 26 жовтня 1996 відіграв масштабний концерт в Південній Африці.
В 1999 році The Mission були відроджені. Першим релізом відродженого гурту стала збірка реміксів на композиції з раннього репертуру колективу під назвою Resurrection: Greatest Hits.

## Склад
- Вейн Гассі[en]
- Крейг Адамс[en]
- Марк Геміні Твейт[en]
- Річі Вернон (Ritchie Vernon)
- Стів Спрінг (Steve Spring)

## Дискографія

### Повноформатні альбоми
- God's Own Medicine (1986)
- The First Chapter (1987)
- Children (1988)
- Carved in Sand (1990)
- Grains of Sand (1990)
- Masque (1992)
- Sum and Substance (1994)
- Neverland (1995)
- Blue (1996)
- Aura (2001)
- God Is a Bullet (2007)

### Концертні альбоми
- No Snow, No Show for the Eskimo (1993)
- Ever After (2000)
- Live at Shepherds Bush (2008)

### Збірки
- Magnificent Pieces (1991, Japan Only)
- Sum and Substance (1994)
- Salad Daze (1994)
- Resurrection: Greatest Hits (1999)
- Aural Delight (2002)
- Anthology (The Phonogram Years) (2006)